# Neurostrota magnifica
Neurostrota magnifica là một loài bướm đêm thuộc họ Gracillariidae. Nó được tìm thấy ở quần đảo Galápagos.